# Janovszky László
Janovszky László István (Puhó, 1851. május 15. - ?) főgimnáziumi tanár.

## Élete
Szülei Janovszky József jegyző és Hrabovszky Mária voltak.
Rabón nevelkedett. Ezután Zsolnán végezte az elemi iskolát és az alsó gimnáziumot, majd az esztergomi bencés főgimnáziumban végezte a felső osztályokat. 1871-1874 között a bécsi császári egyetemen folytatta tanulmányait, majd a Budapesti Tudományegyetemen 1875. július 31-én bölcsészettörténelem- és földrajzból középiskolai tanári oklevelet szerzett. 
1876-1877-ben Latinovics Illés családjánál Katymáron volt házi nevelő. 1878-1879-ben Trsztenán Demkó Kálmán helyett lett tanár, majd 1879-től a trencséni királyi katolikus főgimnázium helyettes-, 1881. július 13-tól rendes tanára lett, ahol a bölcselet, történelem és földrajz tanára volt. 1882-ban sikertelenül próbált múzeumalapítást javasolni Trencsénben. 1916. augusztus 16-án nyugalomba vonult.
1885-től a Magyar Történelmi Társulat tagja volt. Trencsén vármegye törvényhatóságának tagja, a népnevelési bizottságnak elnöke, a vármegyei tanulók alumneumának igazgatósági tagja, a vármegyei múzeumegyesület igazgatósági tagja, az állami kisdedóvoda felügyelő bizottságának tagja és gondnoka, az állami elemi iskola gondnokságának, az iparos-tanonciskola bizottságának tagja és törvényszéki írásszakértő volt. A Trencsén megyei természettudományi egylet tagja, 1884-től a Felvidéki Magyar Közművelődési Egyesület trencséni választmányának ügyvivő alelnöke és alapító tagja, a Trencséni Társaskör igazgatója volt. A gimnáziumban a földrajzi-történelmi taneszközök őre, az érem és régiségek gyűjteményének gondozója volt. 
Felesége Lonszky Szidónia (1864-1887) volt.

## Elismerései
- 1904 A Vallás- és Közoktatásügyi Minisztérium elismerése
- 1916 A Vallás- és Közoktatásügyi Minisztérium elismerése

## Művei
- 1881 Trencséni főgymnasium ethnographiai és régészeti múzeum ügye és az éremgyűjtemény. A Trencséni katolikus főgimnázium értesítője
- 1882 A főgymnasiumi éremgyűjtemény. A Trencséni Kir. Kath. Főgymnasium Értesítője 1881/82. Trencsén, 21-24.
- 1887 A Szulyói völgy. Trencsén vármegyei természettudományi társaság évkönyve
- 1888 Trencsén 1703-1708. A Trencséni katolikus főgimnázium értesítője
- 1891 Mednyánszky Dénes báró numismatikai ajándékának ismertetése. A Trencséni Kir. Kath. Főgymnasium Értesítője 1890/91. Trencsén, 8-21.
- 1894 Petrogalli Arthur. Értesitö a trencséni Kir. kath. főgymnasium 1893–1894 tanévéről, 8–14.
- 1895 Lipszky János, életrajzi karczolat. Trencsén vármegyei természettudományi egyesület XV. évkönyve
- Trencsén várának ostroma II. Rákóczi Ferenc hadaitól
- A házi nevelésről

A Svornosť szlovák politikai lap helyettes szerkesztője és főmunkatársa volt. A Vágvögyi Lapban is jelent meg írása (1883).